# 壯侗語系
壯侗語系，即仡台语系（英語：Kra–Dai languages，/ˈkrɑː.daɪ/）、台-卡岱语系（Tai–Kadai languages，/ˈtaɪ.kəˌdaɪ/）， /ˈdaɪ.ɪk/，或譯侗台语系、侗傣语系、侗泰语系，是语言学家划分的一個語系，有70種語言，主要分佈在東南亞、华南，重要語言有壯語、黎語、泰語、寮語等。這個語系在中国長期被认为是汉藏语系的一部分，国际學術界普遍将其视作一個獨立的語系。壯侗语系和南島語系有十分密切的關係，有些研究者建議將兩者合并构成「澳台語系」，不過该見解在語言學家中仍有爭議。一般认为，壮侗语系的发源地在中国浙江、福建、广西、广东一带。从基本词汇的分歧来看，壮侗语系的分化可追溯到距今2500年到3000年前。

## 名稱
长期以来西方學者一般稱壯侗語系爲「台-卡岱語系」(Tai-Kadai Languages)。卡岱（Kadai）一词是白保罗所造，他最早將仡佬語、普标语、拉基語與黎語歸納為同一語族，其中卡（Ka）在乞佬語與普標語中指「人」的單字，岱（Dai）是黎语中的同義語，以此造出卡岱這個單字，用於乞岱語群。因现在一般认为台语支和黎语的亲属关系超过仡央语和黎语，仡央语支是整个壯侗語系中最早分化出去的语支，所以台-卡岱的名称不当。泰國華裔学者許家平（Weera Ostapirat）等语言学家使用「Kra-Dai」來取代台-卡岱。「Kra」指的正是仡央语，因此该语系现在被更科学地称为仡台语系。
語言學者Roger Blench將這個語系家族定名為。
中華民國最早進行相關研究的學者為李方桂，曾提出侗台語系的名稱。1980年代，中華人民共和國學者經由譯介李方桂、白保羅等人著作，結合中華人民共和國本土調查，將相關研究漢譯引進中華人民共和國，曾將這個語系定名為「壮侗语族」、「壯傣語族」、「侗台语族」、「侗傣语族」、「台语族」、「黔台语族」等不同名稱，主要來自於中國境內的壯族、侗族與傣族。這些名稱的中文名稱曾有多個不同變化，邢公畹、梁敏等人曾分別譯為侗傣語族與侗台語族；壯侗語族的稱呼來自於王均1984年主編的《壮侗语族语言简志》。
語言學者Michel Ferlus，認為泰（Tai/Thai 或 Tay/Thay）或卡（Kra）的原始字根為*k(ə)ri:，原意為人類，為泰語民族的自稱。它的發音轉變為kəri: > kəli: > kədi:/kədaj (-l- > -d-，之後根據地域不同，又出現不同的音變。佬族（Lao），又被稱為獠，仡佬族（Gelao），以及中國古代的交趾，都是源自 *k(ə)ra:w 這個字根。

## 起源

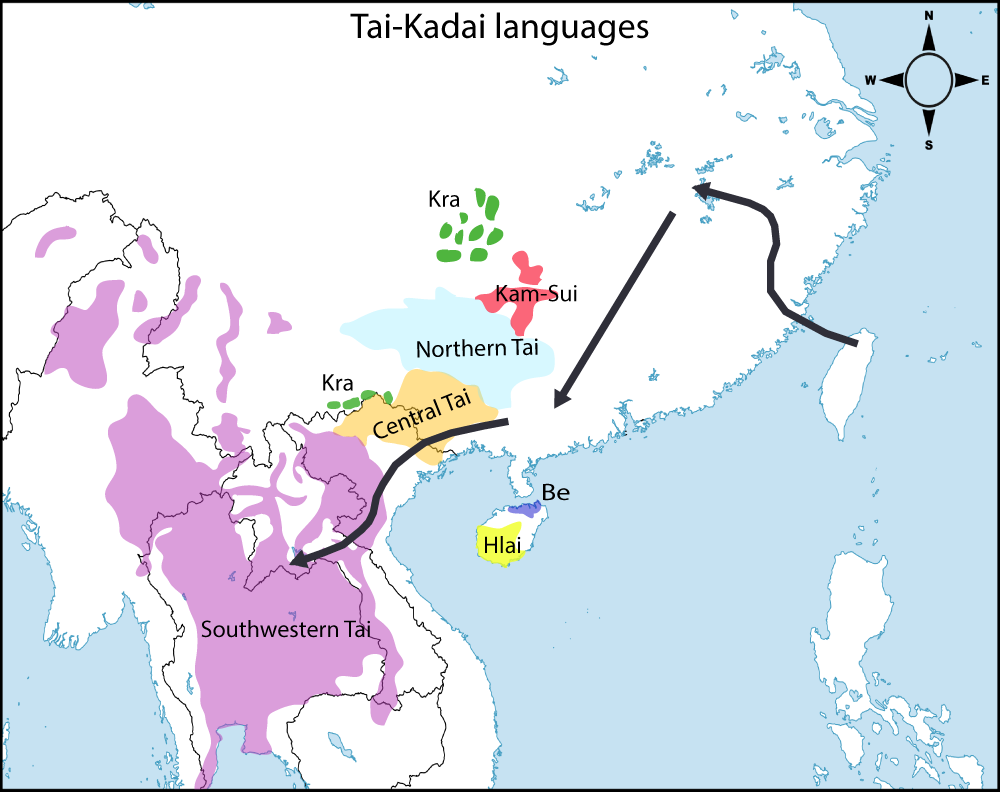
Matthias Gerner的「東北到西南假說」

從19世紀至20世紀上半葉，漢藏語言的系屬分類經歷了從無到有、範圍和層次也逐漸清晰的過程。其時，東西方學者的認識基本上差異不算太大，李方桂算是最有代表性的學者。他在1973年的一篇論文中，將漢藏語分為漢語、侗台語族、苗瑤語族與藏緬語族。不久後，美國學者白保羅在另一篇重要的論文裏，則提出了另外的見解，認為壮侗語和苗瑤語並不屬於漢藏語系。不過，李方桂的看法似乎比較有支配性，也成了往後數十年語言學者對於漢藏語言的主要分類方式。
然而，白保羅在20世纪70年代的兩本重要著作——《漢藏語概要》以及《澳泰語：語言和文化》——出版以後，他的看法却慢慢被主要的語言學家所接受，西方學者也一致地縮小了漢藏語系的範圍，而不再將壯侗語和苗瑤語歸入漢藏語系的範圍中。白保羅是人類學家，他認為壯侗語和苗瑤語不屬于漢藏語系的主要根據，是他所提出的「東南亞文化流」這個觀念。該論點的核心是：史前該地區的民族種群在文化上是平等的，因此，文化的流向不可能是單向的。多數中國的學者，面對漢語以及壯侗語、苗瑤語之間的可能連帶關係時，都只將焦點放在漢語對於這些語言的影響上面，而忽略了這些語言對漢語本身所造成的影響。
值得注意的是，白保羅這個所謂「東南亞」的概念，並不是指現代理解的中國之外東南亞各國，而是史前時代長江以南這個廣大區域，包括百越（現在的海南、雲南、廣西、貴州、廣東、福建、湖南、江西和浙江），以及台灣及中南半島等地。這些地方當時居住著數目繁多的民族群體，他們從很久遠的時期起，就和不同的民族有著文化和語言上的相互接觸。這些群體包括了使用孟-高棉語族的族群、使用南島語的族群、以及使用漢藏語（藏緬語）的族群。
正是在這樣的基礎上，往後的語言學家確立了「壮侗语系」這個概念，比較有代表性的學術著作，有Edmondson(1990-1991)、以及Edmondson and Solnit(1997)。

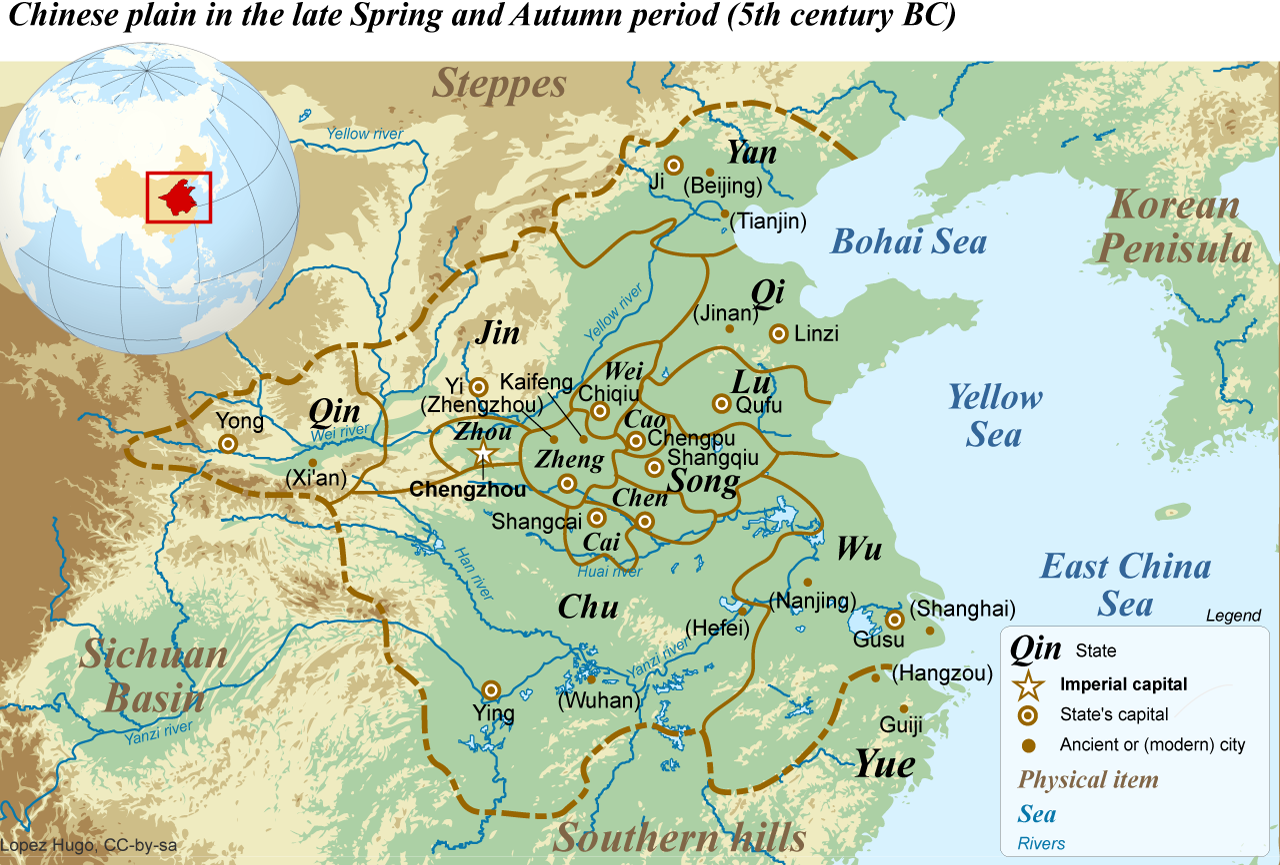
公元前5世紀戰國時代開始時，華北平原一帶的地圖，標有百越

## 內部分群
争议最小的分类如下：
- 壮泰语支
- 侗水语支
- 黎语支
- 仡央语支
- 临高语

传统上认为台語支和侗水语支关系密切，把它们合在一起称为侗台语族，和仡央语群并列。
梁敏、张均如《侗台语族概论》给出如下的谱系树：

|  | \| \| 壮泰语支 \| \| \| \| \| \| 侗水语支 \| \| \| \| \| \| 临高语 \| \| \| \| |
|  |                                                                                |
|  | 黎语支                                                                         |
|  |                                                                                |
|  | 壮泰语支                                                                       |
|  |                                                                                |
|  | 侗水语支                                                                       |
|  |                                                                                |
|  | 临高语                                                                         |
|  |                                                                                |

|  | 壮泰语支 |
|  |          |
|  | 侗水语支 |
|  |          |
|  | 临高语   |
|  |          |

《民族语》给出如下的分类：
- 黎语支 Hlai，2种语言
- 仡央语支（《民族语》中称为卡岱语族），14种语言。
- 侗台语族 Kam-Tai
  - 贝-台語群 Be-Tai
    - 临高語（翁贝语） Lingao (onb)
    - 台-石语支 Tai-Sek
      - 壮泰语支 ，61种语言。
      - 石语 Saek (skb) (老挝)

  - 侗水语支 Kam-Sui，12种语言。
  - 拉珈语 Lakkia (lbc)

許家平认为台語支和侗水语支之间的同源词较多不能证明它们之间的亲属关系更近。他给出的分类如下：
- 北支
  - 仡央语支
  - 侗水语支
- 南支
  - 黎语支
  - 壮泰语支
  - 临高语（也可能独立于南支和北支，下面有2種語言，分別是临澄土语和琼山土语「村話」）

另外，广西融水的誒話（又称五色话）(eee)是本语系的语言和土拐话（桂北平话的一种）的混合语，誒人被识别为壮族。

## 与其他语系的关系
美国学者白保羅和马提索夫1942年写成1972年才付梓的《汉藏语概论》把壮侗语系和苗瑶语系从传统的汉藏语系中清理了出去。白保羅同时认为苗瑶语系和壮侗语系在发生学上同南岛语系有密切关系，应属同一语系，并称其为澳泰语系。1990年以来，法国学者沙加尔提出汉语和南岛语系存在发生学关系，但尚未把壮侗语系包括在内，引起中国学者关注。邢公畹首先表示赞赏，称之为“汉藏泰澳语系”。马提索夫对此提出质疑，他认为沙加尔的音位和语义标准极度从宽，没有考虑从汉语核心词汇着手，且大大低估了已发现的可靠的汉藏缅同源词数目。郑张尚芳和潘悟云则在沙加尔的观点基础上提出建立一个包含汉藏语系、南岛语系、壮侗语系、苗瑶语系和南亚语系的上位大语系，称作“华澳语系”。沙加尔早先认为汉语与南岛语系的发生学关系较汉语与藏缅语关系更为密切，但随后也将藏緬語族和壮侗语系纳入华澳语系，并将壮侗语系视为南岛语系下属的一个语支。

## 壮侗语系的重建
最早試圖重建原始壮侗語是法國學者奧德里庫尔，但他始終沒有提出完整的重建系統。1977年，李方桂發表了《台語比較手册》(A Handbook of Comparative Tai)一書，奠基了壯侗語比較研究的基礎。
最近，梁敏和張均如在1996年所出版的《侗台語族概論》中，則收集了壮侗語系23多種語言中的同源詞（共1500多詞條），对壮侗語系的原始共同語进行了重建，這是至今為止最為詳細的重建系統。

### 複輔音的重建
在許多壮侗語言中，有[塞音+r]的複輔音（如pr-、kr-等等）。這些複輔音的重建尚有爭議。
例如：
| 語義 | 泰語 | 石語  | 拉珈語 | 壮语 | 侬佒壮语 | 左江壮语 |
| ---- | ---- | ----- | ------ | ---- | -------- | -------- |
| 眼睛 | ta   | pra   | pla    | taː  | tha      | tha      |
| 死   | taai | praj  | plei   | taːi | thaay    | thaːi    |
| 蚱蜢 | tak  | pruk  | plak   | tɐk  | thak     | ɫak      |
| 竹篾 | tɔɔk | prok  | pluk   | tuk  | thook    | phjoːk   |
| 晒   | taːk | praːk | plaːk  | taːk | thaak    | phjaːk   |

李方桂認爲這個對應關係代表原始壮侗語的*pr-，石語和拉珈語比較原始，泰語則經過*pr- > t-的音變。這和奧德里庫尔的觀點大相逕庭，他認爲原始壮侗語是*pt-，*p-可能是次要音節（présyllabe），*t則是聲母。在泰語裏，次要音節脫落了*pt- > t-，而在石語和拉珈語裏，聲母經過弱化（affaiblissement）而變成了介音-r-/-l-（*pt- > pr- / pl-）。南島語系裡面有極少量的同源詞似乎呼應了這個假設，因爲馬來語稱「眼」mata、「死」matay，西拉雅語稱mata「眼」、mapatay「死」來自古南島語*maCa「眼」、*ma-aCay「死」，奧德里庫提出壮侗語的*pt-來自*mt- > *pt-（在聲母的同化影響下，鼻音變成塞音），而李方桂的重建則無法解釋壮侗語和南島語同源詞的關係。